# Copa da Escócia de 1910–11
A Copa da Escócia de 1910-11 foi a 38º edição do torneio mais antigo do futebol da Escócia. O campeão foi o Celtic F.C., que conquistou seu 7º título na história da competição ao vencer a final contra o Hamilton Academical F.C., pelo placar de 2 a 0.

## Premiação
| Copa da Escócia de 1910-11      |
| Escócia                         |
| ------------------------------- |
| Celtic F.C. Campeão (7º título) |